# Ricardo Tellechea
Ricardo Tellechea (ur. 16 listopada 1953) – paragwajski strzelec, olimpijczyk. 
Brał udział w Letnich Igrzyskach Olimpijskich 1984 (Los Angeles). Startował tylko w konkurencji skeet, w której zajął 67. miejsce.

## Wyniki olimpijskie
| Igrzyska | Konkurencja | Wynik       | Miejsce    | Źródło |
| -------- | ----------- | ----------- | ---------- | ------ |
| IO 1984  | Skeet       | 146 punktów | 67 (na 69) | [ 1 ]  |